# Anodorhynchus leari
El guacamayo de Lear o guacamayo añil (Anodorhynchus leari) es una especie de ave psitaciforme de la familia de los loros (Psittacidae) en peligro de extinción. Bastante similar al guacamayo jacinto (A. hyacinthinus), sólo pervive en un área del nordeste brasileño.

## Historia

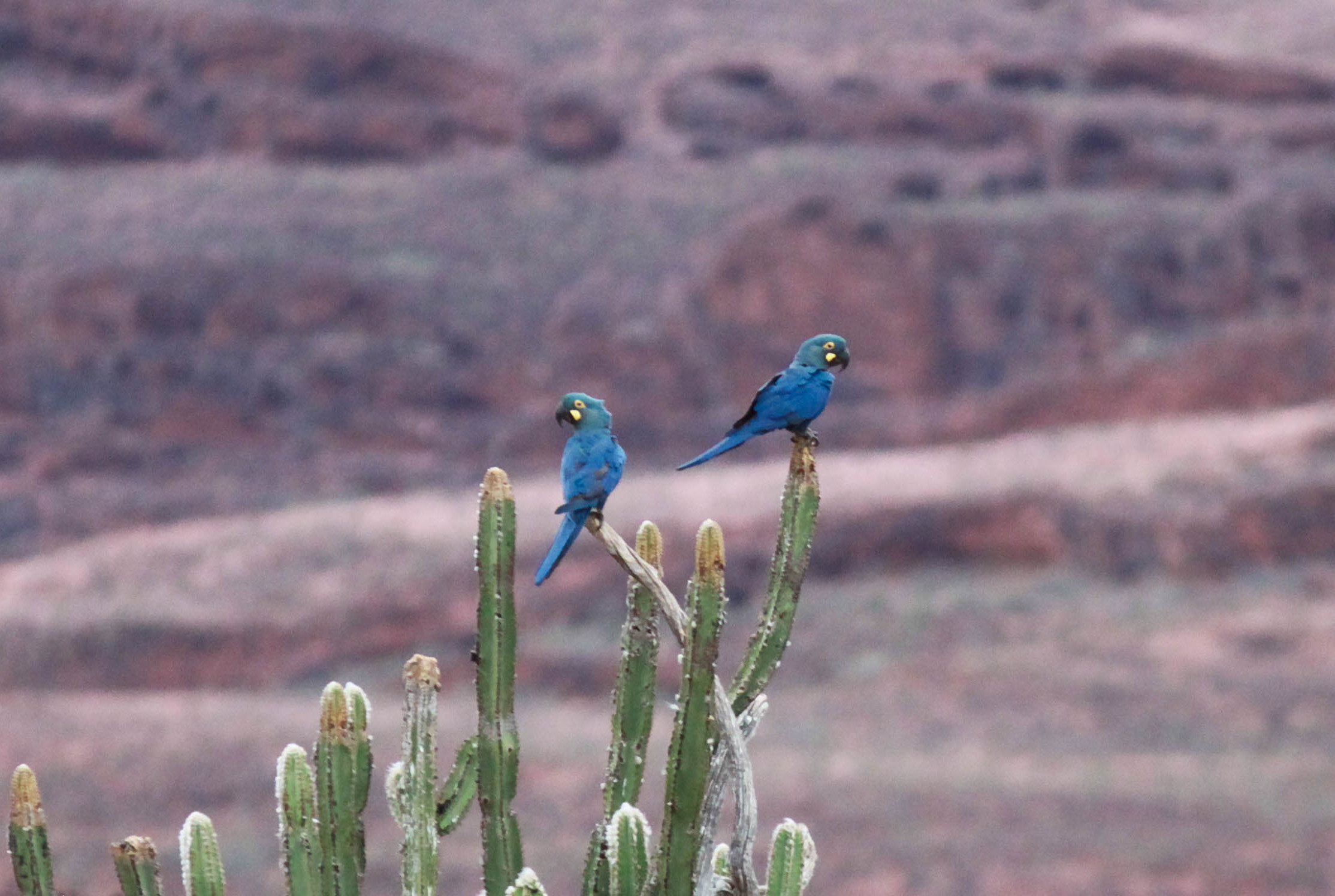
Una pareja de esta especie en estado salvaje, en el noreste del Brasil.

Aunque fue descubierto en 1856, durante más de un siglo se desconocía la distribución de su población salvaje. Finalmente fue redescubierto en 1978 por el naturalista Helmut Sick en el interior del nordeste de Brasil, en el estado de Bahía. Originalmente se creía que el guacamayo de Lear era una subespecie derivada del guacamayo jacinto, con el que guarda un gran parecido. Sin embargo, aunque ambas especies están estrechamente emparentadas, poseen diferencias que han derivado en su clasificación como especies distintas. Anteriormente a su redescubrimiento en estado salvaje existían algunos ejemplares en cautividad en Brasil, pero no fue clasificado como especie sino hasta después de 1978.

## Hábitat
El guacamayo de Lear vive en las selvas brasileñas, especialmente en bosques de palmeras, cuyos frutos constituyen su principal alimento. Se estima, que aunque nunca fue una especie muy extendida, actualmente sólo ocupa un 1.6 % de su hábitat original. Suelen anidar en estribaciones de piedra arenisca, donde excavan pequeños agujeros con sus picos y expulsan el polvo con las patas.

### Conservación
En 1994 se estimaba que la población del Guacamayo de Lear consistía en unos 140 ejemplares. Las medidas de protección y la cría en cautividad han elevado la población a unos 750 individuos en julio de 2007.
Además de las amenazas derivadas de la destrucción de su hábitat, el guacamayo de Lear ha sido cazado por los indígenas brasileños y en época más reciente para el tráfico de animales. Muchas organizaciones, como Fundacao Biodiversitas, BioBrazil, Parrots International, y la Lymington Foundation, colaboran para conservar la especie.
Actualmente, el proyecto de conservación del guacamayo de Lear se encuentra bajo la autoridad de IBAMA (Instituto Brasileño de Recursos Ambientales y Naturales Renovables), junto con otras organizaciones brasileñas e internacionales.

## Conducta
El guacamayo de Lear ha demostrado una serie de comportamientos para adaptarse a su viento. Cuando una bandada busca alimento o un nuevo terreno para anidar, un pequeño grupo de machos se adelanta para "explorar" mientras el resto de la bandada permanece seguro. En caso de peligro emiten un chillido que puede oírse a kilómetros de distancia. Pueden alcanzar una velocidad de vuelo de unos 35 km/h.

## Reproducción
El guacamayo de Lear pone una nidada de 1-2 huevos durante la estación de apareamiento, que dura entre diciembre y mayo. Sin embargo, no todas las parejas se aparean. Los guacamayos de Lear alcanzan la madurez sexual en torno a los 2-4 años, y pueden vivir entre 30-50 años o más.
La temporada de cría, toma lugar desde febrero a abril.